# Дзюба Віктор Михайлович
Ві́ктор Миха́йлович Дзю́ба — старший сержант Збройних сил України, учасник російсько-української війни.

## З життєпису
Народився 1982 року в селі Рейментарівка; закінчив Савинківську середню школу. Працював майстром лісу Холминського лісництва Корюківського держлісгоспу.
Учасник АТО, старший сержант. З першого дня повномасштабної війни знову в лавах ЗСУ.
Загинув під час виконання бойового завдання 21 липня 2022 року. Похований у Холмах 23 липня 2022-го.
Без Віктора лишились дружина і двоє дітей — син; доросла донька і онучка, мама — батько відійшов в засвіти у швидкому часі після смерті сина.

## Нагороди
За особисту мужність і героїзм, виявлені у захисті державного суверенітету та територіальної цілісності України, вірність військовій присязі під час російсько-української війни нагороджений
- орденом «За мужність» III ступеня (4.12.2014)